# Дом духов (фильм)
«Дом ду́хов» (нем. Das Geisterhaus) — немецко-датско-португальский драматический кинофильм 1993 года. Экранизация одноимённого романа Исабель Альенде.
Режиссёром выступил Билле Аугуст. В главных ролях: Джереми Айронс, Мерил Стрип, Гленн Клоуз и Вайнона Райдер.
Фильм получил несколько наград: Золотой экран (Германия), Гаванского кинофестиваля (Дания) и др.

## Сюжет
Фильм построен по схеме «рассказ в рассказе». Молодая женщина рассказывает историю о том, как её мать Клара в юном возрасте влюбилась в жениха своей старшей сестры — Эстебана. Эстебан любил сестру Клары, Розу, и хотел на ней жениться. Клара обладала способностями к телекинезу и умела предсказывать будущее. Семья старалась скрыть её сверхъестественные силы, но безуспешно. Однажды Клара предсказывает, что в их семье кто-то умрёт, а на следующий день Розу находят мертвой в своей постели. Выясняется, что девушка умерла от отравления бренди, предназначавшегося для её отца. Клара винит себя и решает никогда больше не говорить с людьми. На похоронах Розы появляется Эстебан. Он убит горем и решает уехать из города. К тому же у него сложные отношения с семьёй. Эстебан обладает очень жестоким характером и оставляет сестру и больную мать. Эстебан принимает решение уехать в купленное им поместье, которое находится в сельской глуши, и 20 лет жизни уходит на то, чтобы восстановить его состояние. Эстебан посвящает всё свое время поместью, не позволяя себе никакой слабости, проявляя холодную жестокость к окружающим. В личной жизни он одинок. Юная работница, Панча, связь с которой больше напоминает насилие, рожает Эстебану внебрачного сына, которого отец не признает и под конец выгоняет из поместья вместе с матерью. Красивая проститутка Трансита также иногда скрашивает его вечера, он даже дает девушке нужные ей на переезд в столицу деньги.
В это время умирает его мать, перед смертью которой он дает обещание жениться и продолжить их род. Он решает узнать, нет ли в семье его бывшей невесты Розы сестры на выданье. Оказывается, что незамужней осталась младшая сестра — Клара, на которой Эстебан решает жениться, чтобы соединиться с семьёй своей первой возлюбленной. Теперь Эстебан — владелец обширных земель, на которых произрастают цитрусовые культуры. Перед тем, как Эстебан должен был прийти в дом Клары, чтобы сделать ей предложение, Клара впервые за 20 лет начинает говорить и таким образом семья узнает, что Клара скоро выйдет замуж за жениха своей сестры Розы.
Ферула — сестра Эстебана, очень одинокая женщина, которая посвятила всю свою жизнь уходу за больной артритом матерью. У них с братом складываются очень сложные отношения, так как Эстебан чувствует себя виноватым за неустроенную личную жизнь сестры и не желает её знать. Но Клара и Ферула становятся подругами, и Эстебан вынужден мириться с проживанием Ферулы в одном доме с его семьёй. Эстебан постоянно ревнует Клару к Феруле (из-за нежных дружеских отношений двух подруг) и однажды выгоняет сестру из дома. Тогда Ферула проклинает Эстебана — 'Ты всегда будешь один, у тебя измельчают и душа, и тело, ты сдохнешь как собака'. Через некоторое время Ферула в одиночестве умирает.
Прошли годы. Один из батраков Эстебана, Педро, влюблён в его единственную и любимую дочь Бланку. Они втайне встречаются. Педро является революционером и агитирует работников к забастовкам, выдвигает требования о повышении заработной платы и об улучшении условий труда. Эстебан не может допустить вольнодумства среди своих работников, он в ярости изгоняет со своих земель молодого человека, грозится его убить.
Эстебан занялся поиском жениха для своей 18-летней дочери и вскоре находит подходящую кандидатуру — богатого промышленника, которого приглашает погостить у себя в поместье. Однажды, прогуливаясь поздним вечером, «жених» застаёт дочь Эстебана, занимающуюся любовью с Педро. Узнав об этом, Эстебан впадает в бешенство: как она посмела встречаться с простолюдином? В своём гневе глава семейства срывается и на свою жену Клару (бьёт её по лицу). Клара не принимает извинений мужа, до конца своей жизни она больше не скажет Эстебану ни слова. Клара с Бланкой покидают дом Эстебана. Бланка ждет ребёнка от Педро.
Эстебан становится сенатором от консервативной партии, находящейся у власти.
Тем временем к власти в стране приходят демократические силы, победившие на очередных выборах (в фильме не упоминается о деталях, но, очевидно, что это «Народное единство» Сальвадора Альенде). Впрочем, этим силам недолго удаётся удержаться у власти — в стране происходит военный переворот. К власти приходят военные во главе с Пиночетом. Арестовываются все активисты свергнутого режима, а среди них значится и Педро. Дочь, уже родившая от Педро девочку, умоляет отца помочь Педро покинуть страну — ведь он могущественный человек и у него много связей, в том числе и в парламенте. Однако в свете последних событий Эстебан теряет всяческую влиятельность, военные едва не издеваются над ним, когда он приходит за помощью к министру. У него забирают даже автомобиль, и он возвращается домой пешком. С огромным трудом и с помощью бывшей проститутки Транситы, которая, переехав в столицу, сумела стать популярной и богатой, открыв в итоге фешенебельный бордель, стареющему Эстебану удалось организовать переправку Педро в канадское посольство и дальнейший побег в Канаду. В это время арестовывают Бланку и держат в тюрьме. Её пытает внебрачный сын Эстебана, ненавидящий непризнавшего его отца и всё его семейство. Его интересует, куда подевался Педро, но, терпя ужасные унижения и насилие, Бланка не выдаёт любимого. Чудом девушке удаётся остаться в живых. Вовремя Трансита, по просьбе Эстебана, находит нужные связи. Фильм заканчивается смертью главы семейства Эстебана. Он, как будто чувствуя, что всё сделал, что от него зависело, переосмыслив многие моменты, умиротворенный, покинул этот мир — ведь за ним пришла его любимая женщина — Клара. В последних кадрах фильма мы видим едущую на машине молодую девушку с дочкой. Она наверняка едет к Педро, отцу её ребёнка.

## В ролях
- Мерил Стрип — Клара
- Джереми Айронс — Эстебан
- Гленн Клоуз — Ферула
- Антонио Бандерас — Педро Терсеро Гарсиа
- Вайнона Райдер — Бланка
- Мария Кончита Алонсо — Трансита
- Винсент Галло — внебрачный сын Эстебана
- Ванесса Редгрейв — Нива-дель-Валье
- Армин Мюллер-Шталь — Северо-дель-Валье
- Ян Никлас — граф Жан-де-Сатиньи
- Тери Поло — Роза-дель-Валье
- Грейс Гаммер — молодая Клара

## Съёмочная группа
- Режиссёр: Билле Аугуст
- Продюсер: Бернд Айхингер
- Сценарист: Изабель Альенде (книга), Билле Аугуст
- Композитор: Ханс Циммер, Себастьян Ирадьер
- Оператор: Йорген Перссон